# Thomas Ravenscroft
Thomas Ravenscroft (Dodleston (Cheshire), 1582 of 1583 — Londen, circa 1635) was een Brits componist van vooral volksliederen.
Over Ravenscroft is zeer weinig bekend. Hij was koorknaap in de kathedraal van Chichester in 1594 en behaalde een graad in de muziek te Cambridge in 1605. Hij heeft ook in St Paul's Cathedral gezongen rond 1598. Zijn nalatenschap is groot en gevarieerd. Ravenscroft was de samensteller van The Whole Booke of Psalmes, een verzameling psalmen uit 1621. Er zijn anthems, vedelfantasia's en madrigalen van hem overgeleverd. Het meest wordt hij echter om zijn populaire ballades en rondzangen (zogeheten "catches") herinnerd, waarvoor hij in zijn tijd zeer geliefd was, getuige hiervan de lof van John Dowland, Thomas Tomkins en William Byrd aan zijn adres. Hijschreef ook een theoretisch werk onder de titel A briefe discours.
Zijn collecties liederen zijn van een geestig-opgewekte natuur, blijkbaar in overeenstemming met zijn persoonlijke karakter. In het voorwoord tot zijn collectie Pammelia uit 1609 poneert hij dat het voornaamste doel van muziek het amusement van de mensen is. Humor speelt een belangrijke rol in zijn oeuvre; vele liedjes zijn ironisch, ze handelen veelal over gewone mensen en zijn vaak in een plat Engels dialect geschreven. Ravenscrofts populaire, vlot in het gehoor liggende deuntjes kan men als een wegbereiding voor de folkmuziek beschouwen. Sommige van zijn liedjes zijn het collectieve geheugen van de Engelse volksmuziek
binnengedrongen, gewoonlijk zonder dat men zich realiseert dat ze oorspronkelijk van Ravenscroft waren. Three Blind Mice, There were Three Ravens Sat on a Tree, Yonder Comes a Courteous Knight, To-morrow the Fox will Come to Town en Martin Said to his Man behoren tot Ravenscrofts populairste liederen en zijn opgenomen in de folkrevival van de late twintigste eeuw.
Bundels van Ravenscroft zijn:
- 1609 Deuteromelia
- 1609 Pammelia, Musick's Miscellanie
- 1611 Melismata
- 1621 The Whole Booke of Psalmes